# Ophiotettix scolopax
Ophiotettix scolopax är en insektsart som beskrevs av Bolívar, C. 1929. Ophiotettix scolopax ingår i släktet Ophiotettix och familjen torngräshoppor. Inga underarter finns listade i Catalogue of Life.